# SN 2006bh
SN 2006bh – supernowa typu Ia odkryta 2 kwietnia 2006 roku w galaktyce NGC 7329. W momencie odkrycia miała maksymalną jasność 14,80m.